# Johannes Hinrich von Borstel

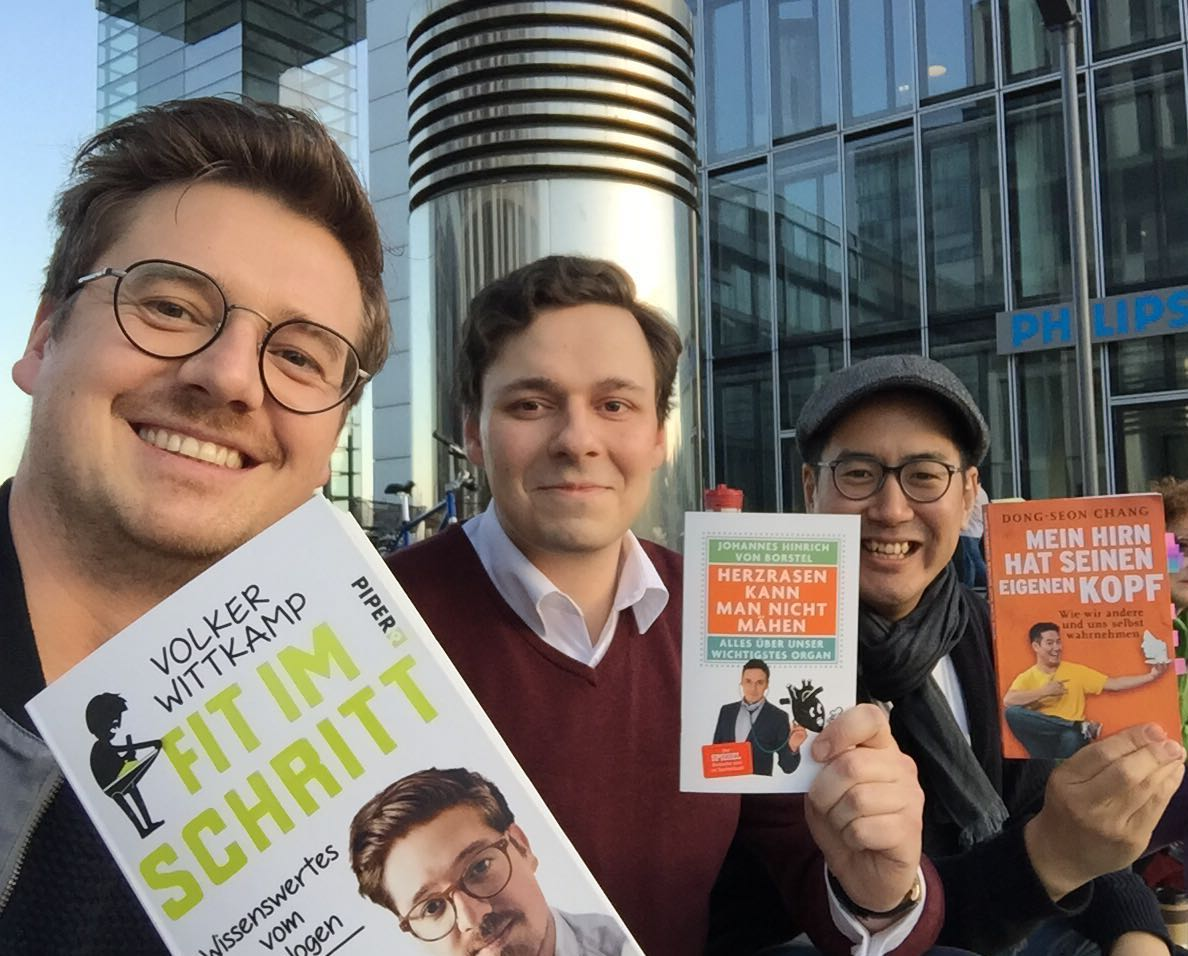
Volker Wittkamp, Johannes Hinrich von Borstel und Dong-Seon Chang 2017 in Köln.

Johannes Hinrich von Borstel (* 8. August 1988 in Goslar) ist ein deutscher Autor und Science-Slammer. 

## Leben
Von Borstel wuchs in Clausthal-Zellerfeld auf, machte 2009 sein Abitur und legte seine Prüfung zum Rettungssanitäter ab. Anschließend lebte er in Wien und Budapest, bis er 2011 zum Medizinstudium nach Marburg zog. 2013 stand er zum ersten Mal im Hessischen Landestheater Marburg auf einer Science-Slam-Bühne. Er erreichte bei über 35 Science-Slams mit mehreren Vorträgen den ersten Platz, die auch bei YouTube veröffentlicht wurden, wurde 2013 Westdeutscher Meister und 2015 Deutscher Vizemeister. 
Im Jahr 2015 veröffentlichte er sein Sachbuch „Herzrasen kann man nicht mähen – Alles über unser wichtigstes Organ“, das acht Wochen auf der Spiegel-Bestsellerliste der ersten 20 Platzierungen Paperback Sachbuch geführt und bisher in 20 Sprachen veröffentlicht wurde.
Auftritte hatte von Borstel in den Talkshows Markus Lanz im ZDF, auf dem Roten Sofa bei DAS! im NDR, im Sat.1-Frühstücksfernsehen und bei Rundum gesund im SWR.
Von Borstel war für das Jahr 2017 Mitglied des Health-I-Boards, eines von der Techniker Krankenkasse und des Handelsblattes gegründeten Think-Tanks zu Themen der Gesundheitsbranche und war Mitglied der Fachjury zum Kommunikationspreis der Deutschen Gesellschaft für Palliativmedizin und der Deutschen PalliativStiftung im Jahr 2018 und 2020.
Von Borstel schreibt für das Online-Magazin „Zebrabutter“, den „Resonanzboden-Blog“ der Ullstein Buchverlage und den Blog „Die Erde ist keine Scheibe“.

## Schriften
- Johannes Hinrich von Borstel: Herzrasen kann man nicht mähen. Alles über unser wichtigstes Organ. Ullstein, Berlin 2015, ISBN 978-3-550-08098-2.
  - als Hörbuch: Ungekürzte Lesefassung gelesen von Johannes Hinrich von Borstel, 371 Minuten, 6 CDs. Hörbuch Hamburg, Hamburg 2015, ISBN 978-3-95713-007-5.